# Skorradalshreppur
Skorradalshreppur és un municipi d'Islàndia a la regió de Vesturland, i un dels pocs que no tenen sortida al mar. Té una extensió de 215,8 km² i una població de 65 habitants a primer de gener de 2025.
La principal població del municipi és Engir.